# Serasker
Serasker eller seraskier (osmansk turkiska: سرعسكر, fonetiskt: [ˈSeɾaskeɾ]), är en titel som användes i det ottomanska riket, ursprungligen för en vesir som förde befäl över en armé.
Efter upplösningen av janitsarerna 1826 överförde sultan Mahmud II flera funktioner som det ledande janitsarbefälet hade till seraskern. Titeln omvandlades därmed till en högsta militärbefattning vars roll samtidigt liknade den hos en överbefälhavare och krigsminister.